# Castel Roncolo
Castel Roncolo (Schloss Runkelstein in tedesco) è un castello medievale del Trentino-Alto Adige sito nel comune di Renon.
È noto per l'esteso ciclo di affreschi raffiguranti aspetti della vita e della cultura cortese, che gli valgono il soprannome di "maniero illustrato" (Bilderburg).

## Posizione

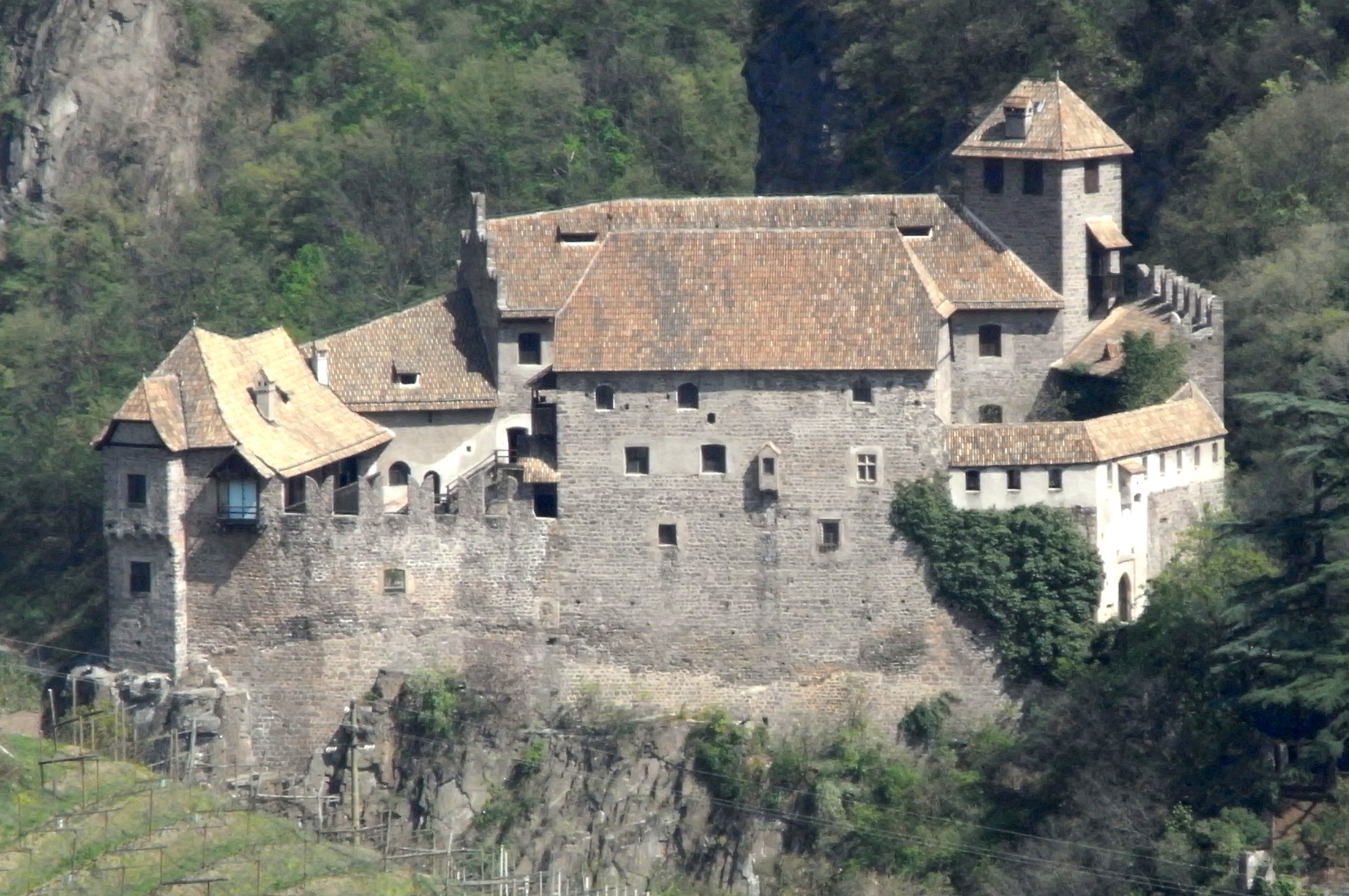
Veduta di Castel Roncolo.

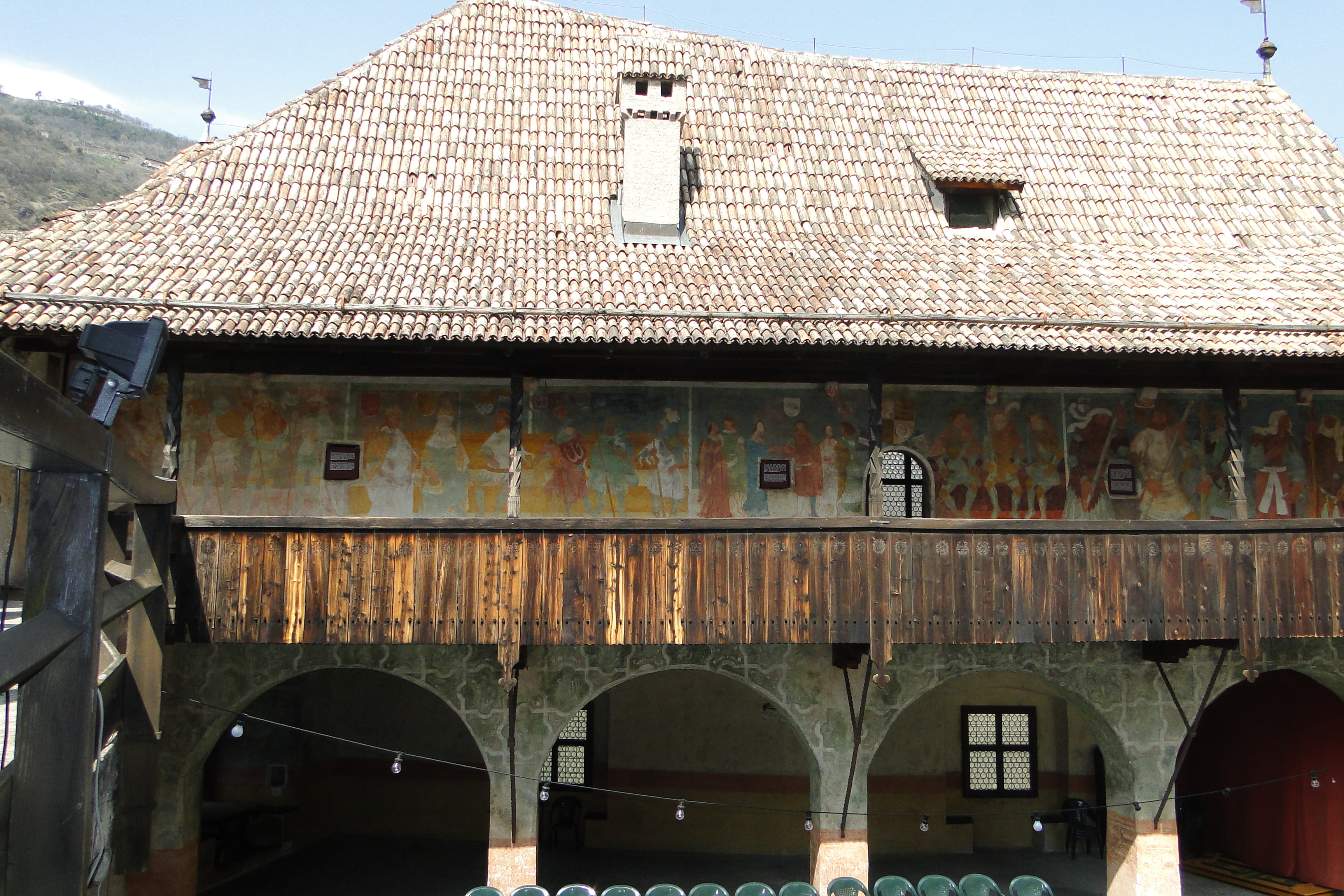
La Corte interna.

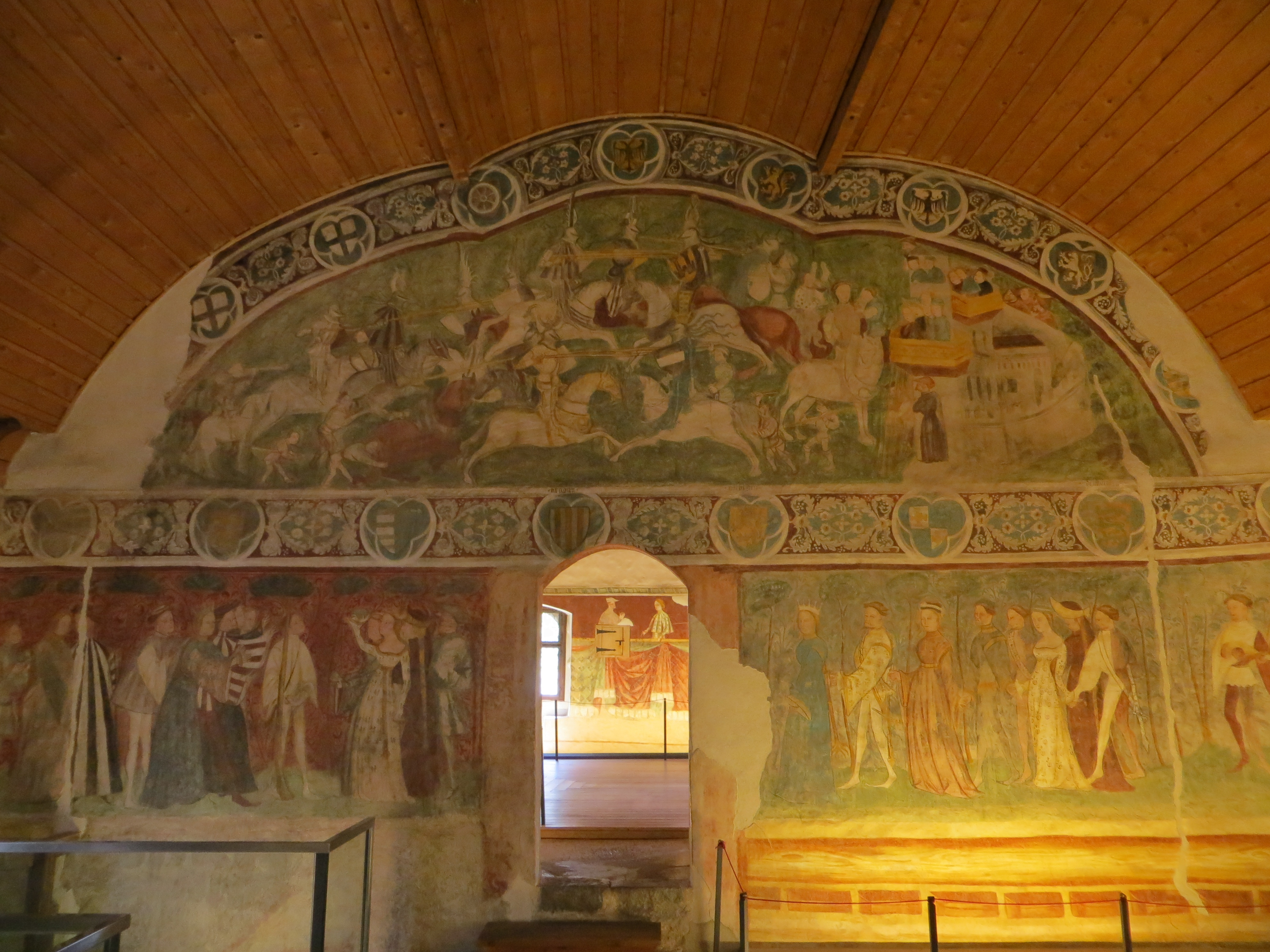
3º piano: Sala del Torneo. Sulla porta che la separa dalla Sala delle Coppie scene di tornei cavallereschi: sono rappresentati il Duca d'Austria, sul cavallo dai finimenti dorati, e un esponente della famiglia Vintler, riconoscibile dallo stemma con le zampe d'orso sull'elmo.

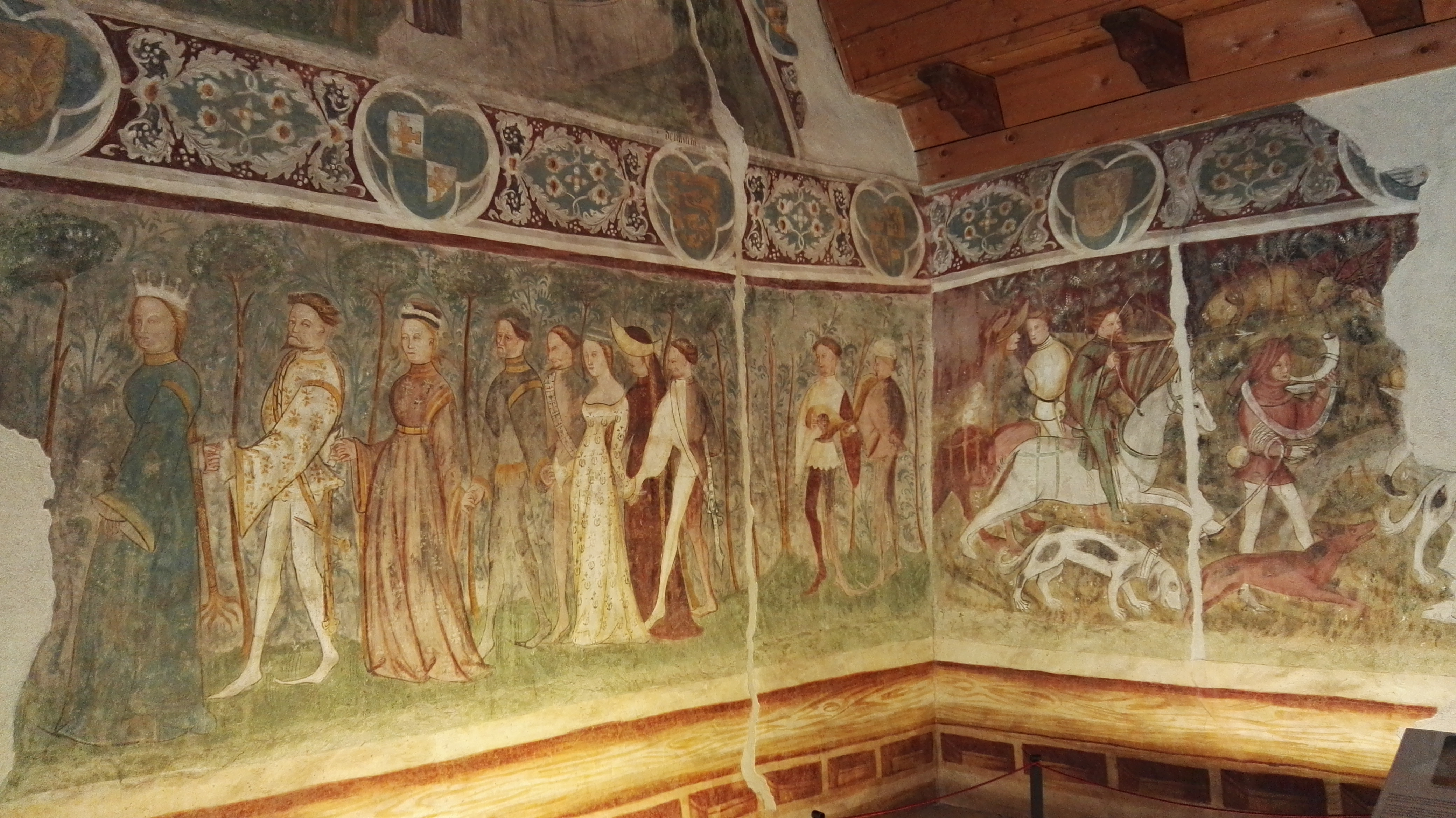
3º piano, Sala del Torneo: La ridda.

Il castello si trova non lontano da Bolzano su di uno sperone di roccia (a cui deve il nome: era noto infatti come Runchenstayn già nel 1237) a picco sul torrente Talvera all'imbocco della Val Sarentino, ai limiti del territorio comunale di Renon. Diversamente da molti altri castelli dell'Alto Adige che in epoca moderna sono stati pesantemente ristrutturati, castel Roncolo ha sostanzialmente mantenuto il suo carattere medievale.

## Storia

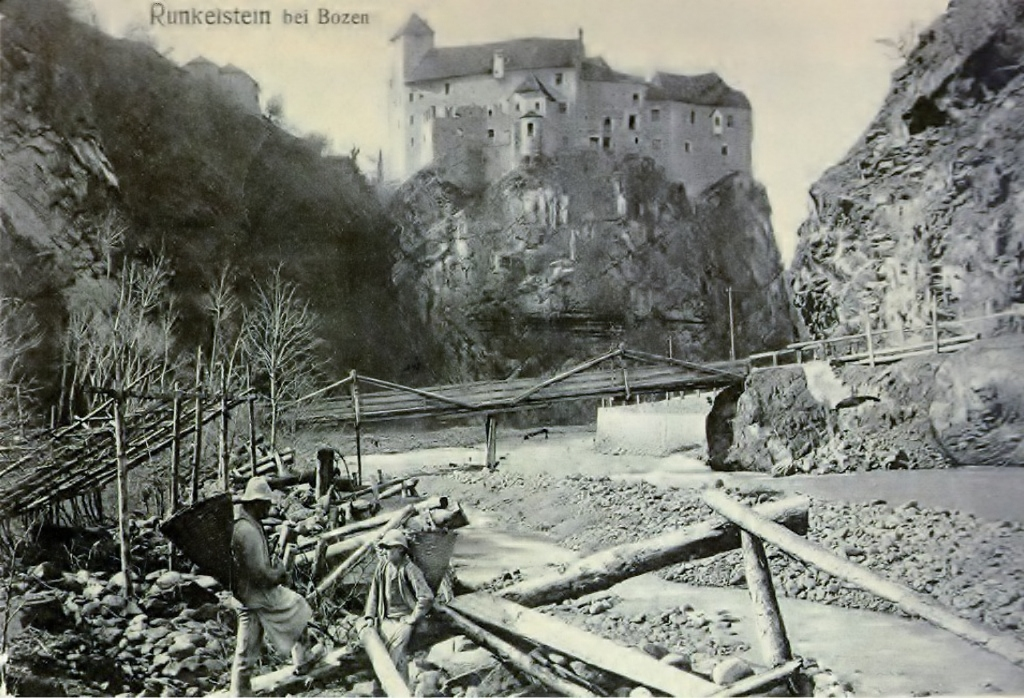
Il castello nel XIX secolo

La costruzione viene con ragionevole certezza fatta risalire al 1237 ad opera dei fratelli Friedrich e Beral von Wangen (Vanga). Già nel 1274 il castello fu gravemente danneggiato da un assedio da parte di Mainardo II conte di Tirolo, alla fine del quale cadde. Mainardo concesse il maniero ad un suo protetto, Gottschalk Knoger, inizialmente un servo, che arrivò fino a giudice distrettuale di Egna.
Alla morte delle figlia Agnese il castello, seguendo una sentenza arbitrale del 1341, divenne della figlia di Agnese Weirad. Solo dopo quattro decenni, il castello passò ad altri proprietari.
Nel 1385 fu acquistato dai fratelli Franz e Niklaus Vintler di Bolzano, i quali cominciarono la ristrutturazione e (nel 1388) gli affreschi (i cui autori sono ignoti). Nel 1390 fu consacrata la cappella. Nel 1419 il castello è posseduto dal nobile bolzanino Georg Metzner, nipote di Hans Vintler. In seguito il castello passa di mano a Sigismondo il Danaroso. Per due anni - su concessione dei Tirolo - (1463-1465) è sede del principe-vescovo di Trento.
I Tirolo affidarono il castello nel 1500 a Georg von Frundsberg, il "padre dei Lanzichenecchi". Sotto la sua cura, nel 1520 la polveriera esplose, danneggiando la torre, il muro di cinta e parte del palazzo. Lo stesso custode rimase ucciso. L'opera di ricostruzione terminò nel 1531.
Castel Roncolo passa ancora una volta di mano nel 1538: ora sono i von Liechtenstein i proprietari. Dal 1574 un ramo della famiglia (Liechtenstein-Castelcorno) vi si trasferì stabilmente, apportando alcune modifiche architettoniche. Ne è testimonianza lo stemma che ancor oggi si trova sulla porta.
Un secolo dopo comincia il declino. Un incendio (1672) distrugge il palazzo orientale, che non venne ricostruito. Nel 1759 l'ultimo dei Liechtenstein-Castelcorno rifiutò il feudo, che tornò sotto il controllo del principe-vescovo di Trento. Nel 1833 il re di Baviera Ludovico I vi soggiornò, firmando per primo il libro degli ospiti che è conservato ancora oggi. Nonostante l'interesse dei romantici tedeschi (il castello ne divenne un simbolo), il declino continua: nel 1868 una parte della casa d'estate crollò durante la costruzione della nuova strada per Sarentino.
Finalmente nel 1880 il castello fu acquistato dall'arciduca Giovanni Salvatore d'Austria e da questi regalato all'imperatore Francesco Giuseppe. In seguito il maniero fu ristrutturato per opera di Friedrich Schmidt tra il 1884 e il 1888.
Nel 1893 fu donato al comune di Bolzano, che ancora oggi ne è il proprietario. L'ultima ristrutturazione è cominciata a metà degli anni novanta ed è terminata nel gennaio 2000.
All'interno del castello - completamente visitabile - rimane molto poco dell'originario allestimento. Tuttavia rimane comunque un maniero molto ben conservato e una visita merita il ciclo di affreschi medievale che è il più grande di quelli a tema profano: dame e cavalieri, uomini nudi e animali (sala da bagno); scene cavalleresche, gioco della palla, scene di caccia, pesca e danza (sala del torneo); episodi delle storie di Tristano e Isotta.

## Accessibilità
Castel Roncolo non è accessibile per sedie a rotelle, per via di una rampa molto ripida.